# Festival de Roskilde
Le festival de Roskilde est un des plus grands festivals de rock et pop d'Europe. Créé en 1971, il a lieu à Roskilde au Danemark. Beaucoup d'artistes d'horizons très différents y ont joué et il attire désormais un public venu de toute l'Europe.

## Le festival par année
| #  | Année | Dates                 | Entrées | Artistes principaux |
| -- | ----- | --------------------- | ------- | --- |
| 01 | 1971  | 28-29 août            | 10 000  | Strawbs, Gasolin', Mick Softley, Sebastian |
| 02 | 1972  | 30 juin-2 juillet     | 15 000  | The Kinks, Sha Na Na, Family |
| 03 | 1973  | 29 juin-1er juillet   | 15 000  | Canned Heat, Gasolin', Fumble, Fairport Convention |
| 04 | 1974  | 28-30 juin            | 21 500  | Status Quo, The Incredible String Band, The Savage Rose, Camel |
| 05 | 1975  | 27-29 juin            | 26 000  | Ravi Shankar, Focus, Mickey Baker, Procol Harum |
| 06 | 1976  | 2-4 juillet           | 32 500  | Weather Report, Steeleye Span, Dr. Hook |
| 07 | 1977  | 1er-3 juillet         | 31 000  | The Chieftains, The Jack Bruce Band, Ian Gillan Band, Dr. Feelgood |
| 08 | 1978  | 30 juin-2 juillet     | 36 500  | Bob Marley and The Wailers, Dave Swarbrick, Elvis Costello |
| 09 | 1979  | 29 juin-1er juillet   | 40 000  | Jeff Beck & Stanley Clarke, Talking Heads, Taj Mahal |
| 10 | 1980  | 27-29 juin            | 50 100  | Santana, Joan Armatrading, Dan Ar Braz, Steel Pulse |
| 11 | 1981  | 26-28 juin            | 51 500  | Ian Dury, Robert Palmer, UB40, Toots & the Maytals, Saga |
| 12 | 1982  | 2-4 juillet           | 57 500  | U2, Mike Oldfield, Osibisa, Jackson Browne |
| 13 | 1983  | 1er-3 juillet         | 60 600  | Simple Minds, 10cc, Southside Johnny, King Sunny Adé |
| 14 | 1984  | 29 juin-1er juillet   | 64 800  | Lou Reed, Paul Young, The Band, The Smiths, Björn Afzelius, New Order |
| 15 | 1985  | 28.-30 juin           | 53 500  | Leonard Cohen, Paul Young, Ramones, The Clash, The Cure |
| 16 | 1986  | 4-6 juillet           | 56 900  | Eric Clapton, Metallica, Phil Collins, Madness, Elvis Costello |
| 17 | 1987  | 3-5 juillet           | 58 700  | Iggy Pop, Europe, The Pretenders, Van Morrison, Sonic Youth |
| 18 | 1988  | 30 juin-3 juillet     | 62 100  | Sting, INXS, Bryan Adams, Leonard Cohen, Toto |
| 19 | 1989  | 30 juin-2 juillet     | 56 300  | Elvis Costello, Joe Cocker, Katrina & The Waves |
| 20 | 1990  | 28 juin-1er juillet   | 70 600  | Bob Dylan, The Cure, Midnight Oil, Sinéad O'Connor |
| 21 | 1991  | 27-30 juin            | 60 500  | Iron Maiden, Billy Idol, Iggy Pop, Allman Brothers Band, Paul Simon, Primus |
| 22 | 1992  | 25-28 juin            | 64 500  | Nirvana, Megadeth, Texas, Pearl Jam, Faith No More, David Byrne |
| 23 | 1993  | 1er-4 juillet         | 76 500  | Ray Charles, Velvet Underground, Bad Religion, New Order |
| 24 | 1994  | 30 juin-3 juillet     | 90 000  | Aerosmith, Rage Against the Machine, ZZ Top, Peter Gabriel |
| 25 | 1995  | 29 juin-2 juillet     | 111 000 | Oasis, R.E.M., Elvis Costello, The Cure, Suede, Van Halen, Shane MacGowan and The Popes |
| 26 | 1996  | 27-30 juin            | 115 000 | Sex Pistols, David Bowie, No Doubt, Rage Against the Machine |
| 27 | 1997  | 26-29 juin            | 115 000 | Phish, Smashing Pumpkins, Radiohead, Nick Cave and the Bad Seeds, Erasure, Primus, John Fogerty |
| 28 | 1998  | 25-28 juin            | 100 000 | Beastie Boys, Bob Dylan, Iggy Pop, Kraftwerk |
| 29 | 1999  | 1er-4 juillet         | 96 000  | R.E.M., Blondie, Blur, Metallica, Suede, Robbie Williams, The Residents, Marilyn Manson |
| 30 | 2000  | 25 juin-2 juillet     | 102 000 | Oasis, Junoon, Nine Inch Nails, Pet Shop Boys, Lou Reed, Pearl Jam, Iron Maiden Underworld |
| 31 | 2001  | 24 juin-1er juillet   | 92 000  | Robbie Williams, Bob Dylan, Tool, Nick Cave and the Bad Seeds |
| 32 | 2002  | 23-30 juin            | 100 000 | Red Hot Chili Peppers, Rammstein, Pet Shop Boys |
| 33 | 2003  | 22-29 juin            | 107 000 | Björk, Metallica, Coldplay, Massive Attack, Blur, Iron Maiden |
| 34 | 2004  | 27 juin-4 juillet     | 106 000 | Santana, KoRn, Avril Lavigne, Muse, N*E*R*D, Wu-Tang Clan, Slipknot, Iggy Pop |
| 35 | 2005  | 26 juin-3 juillet     | 97 000  | Black Sabbath, Green Day, Duran Duran, Audioslave, Foo Fighters, Brian Wilson, Interpol |
| 36 | 2006  | 25 juin-2 juillet     | 110 000 | Bob Dylan, Guns N' Roses, Tool, Kanye West, Magtens Korridorer, Roger Waters |
| 37 | 2007  | 1er-8 juillet         | 110 000 | The Who, Beastie Boys, Red Hot Chili Peppers, Tiesto, Muse, Queens of the Stone Age, Björk |
| 38 | 2008  | 29 juin-6 juillet     | 90 000  | Radiohead, Grinderman, Neil Young, Judas Priest, The Chemical Brothers, Kings of Leon, Slayer, Jay-Z |
| 39 | 2009  | 28 juin-5 juillet     | 110 000 | Coldplay, Pet Shop Boys, Slipknot, Oasis, Nine Inch Nails, Kanye West, Nick Cave and the Bad Seeds, Trentemøller, Faith No More |
| 40 | 2010  | 27 juin-4 juillet     | 110 000 | Gorillaz, Muse, Patti Smith, Them Crooked Vultures, Jack Johnson, Nephew, The Prodigy, Prince, Motörhead, Dizzy Mizz Lizzy, Alice in Chains, Kasabian, NOFX, The Asteroids Galaxy Tour                                                |
| 41 | 2011  | 30 juin-3 juillet     | 80 000  | Arctic Monkeys, Iron Maiden, Kings Of Leon, Mastodon, The Strokes, Bad Religion, Killing Joke, Underoath |
| 42 | 2012  | 30 juin-8 juillet     | 110 000 | Bruce Springsteen, The Cure, Björk, Bon Iver, Mew, The Roots, Jack White |
| 43 | 2013  | 29 juin-7 juillet     | 110 000 | Metallica, Kraftwerk, C2C, Queens of the Stone Age, Rihanna, Sigur Rós, Slipknot |
| 44 | 2014  | 29 juin-6 juillet     | 133 000 | The Rolling Stones, Arctic Monkeys, Damon Albarn, Drake (annulé), Major Lazer, Outkast, Stevie Wonder, Trentemøller |
| 45 | 2015  | 27 juin – 4 juillet   | 130 000 | - Paul McCartney - Noel Gallagher's High Flying Birds - Florence + the Machine - Kendrick Lamar - Mew - Muse - Pharrell Williams - Nicki Minaj - Disclosure                                                                           |
| 46 | 2016  | 25 juin – 3 juillet   | 130 000 | - LCD Soundsystem - Macklemore & Ryan Lewis - MØ - Neil Young+Promise of the Real - New Order - PJ Harvey - Red Hot Chili Peppers - Tame Impala - Tenacious D - Wiz Khalifa                                                           |
| 47 | 2017  | 24 juin - 1er juillet | 130 000 | - A Tribe Called Quest (annulé) - Foo Fighters - Arcade Fire - Justice - Blink-182 (annulé) - Moderat/Modeselektor - Erasure - Solange - Trentemøller - Ice Cube - The Weeknd - Lorde                                                 |
| 48 | 2018  | 30 juin - 7 juillet   | 130 000 | - Eminem - Bruno Mars - David Byrne - Gorillaz - Nephew - C.V. Jørgensen - First Aid Kit - Fleet Foxes - Mogwai - Stormzy - Vince Staples - Nine Inch Nails - Nick Cave & the Bad Seeds                                               |
| 49 | 2019  | 29 juin - 6 juillet   | 130 000 | - Bob Dylan - Cardi B - Travis Scott - MØ - Robert Plant and the Sensational Space Shifters - Robyn - Wu-Tang Clan - Vampire Weekend - Underworld - The Cure - Janelle Monáe                                                          |
|    | 2020  | 28 juin - 4 juillet   | Annulé  | - Taylor Swift - Deftones - Kendrick Lamar - Faith No More - Kacey Musgraves - Tyler, The Creator - FKA Twigs - Thom Yorke Tomorrow’s Modern Boxes - The Strokes - Haim - Thomas Helmig - Malk De Koijn                               |
|    | 2021  |                       | Annulé  | - Kendrick Lamar - The Strokes - Tyler, The Creator - Faith No More |
| 50 | 2022  | 25 juin - 2 juillet   | 130 000 | - Post Malone - Dua Lipa - Tyler, the Creator - Haim - St. Vincent - The Strokes - Robert Plant & Alison Krauss - Megan Thee Stallion - The Blaze - Kacey Musgraves - TLC - Jada (en) - The Smile - Thomas Helmig (en)                |
| 51 | 2023  | 24 juin - 1er juillet | 130 000 | - Blur - Kendrick Lamar - Lil Nas X - Lizzo - Rosalía - Burna Boy - Caroline Polachek - Central Cee - Christine and the Queens - D-Block Europe - Kesi - Latto - Loyle Carner - Queens of the Stone Age - Tobias Rahim (en) - Tove Lo |
| 52 | 2024  | 29 juin - 6 juillet   | 130 000 | - 21 Savage - Doja Cat - Foo Fighters - Skrillex - SZA - Aurora - Charli XCX - Gilli (en) - Heilung - Ice Spice - J Hus - Jane's Addiction - Jungle - Khruangbin - PinkPantheress - PJ Harvey - Tems - Tinashe - Tyla                 |
| 53 | 2025  | 28 juin - 7 juillet   | 130 000 | - Charli XCX - Olivia Rodrigo - Nine Inch Nails - Stormzy - FKA Twigs - Deftones - Arca - Doechii - Jamie xx - Fontaines D.C. - Beth Gibbons - Magdalena Bay                                                                          |

## Attraction
Parmi les à-côtés du festival a lieu chaque année une course mixte où les concurrents sont nus. En 2010, le spectacle était pimenté par la traversée de trous d'eau.

## Accident
Le 30 juin 2000, 9 personnes sont mortes étouffées (et 26 autres ont été blessées) dans une bousculade devant la scène pendant le concert de Pearl Jam malgré l'interruption de la prestation du groupe et l'intervention des membres de la sécurité.

## Liens
- site officiel du Festival de Roskilde